# Carlo Gibertoni
Carlo Gibertoni (Carpi, 21 dicembre 1635 – 1695 circa) è stato un artigiano italiano.

## Biografia
Scagliolista di Carpi, allievo di Guido Fassi (1584-1649), considerato l'inventore della scagliola, lavorò a Lucca e a Firenze nel corso del Seicento. Conosciuto anche come Ghibertoni, spesso si firmava Charles Gibertoni.
Sue opere si trovano nella Chiesa di San Michele a Vallico e nell'Oratorio di San Tommaso d'Aquino a Firenze. Si conoscono inoltre diverse tavole, tra cui una posseduta dal Museo Galileo di Firenze che raffigura il corso del Danubio.